# District de Zichuan
Le district de Zichuan (淄川区 ; pinyin : Zīchuān Qū) est une subdivision administrative de la province du Shandong en Chine. Il est placé sous la juridiction de la ville-préfecture de Zibo.